# Alexander Schmorell
Alexander Schmorell (n. 16 septembrie 1917, Orenburg, Rusia - d. 13 iulie 1943, München) a fost unul din membrii grupului de rezistență antinazistă Trandafirul Alb.
Alexander Schmorell s-a născut dintr-un tată neamț și o mamă rusoaică. A rămas orfan de mamă încă de mic, de aceea l-a urmat pe tatăl său – medic german – care s-a mutat la München în 1921. Astfel se explică bilingvismul lui Alexander: era cetățean german și vorbea germana, dar cunoștea la fel de bine limba rusă, pe care o cultiva ca un omagiu adus memoriei mamei sale. Alexander Schmorell a fost de religie creștin ortodox.

## Serviciul militar
La terminarea liceului – așa cum era legea în Germania nazistă – a fost înrolat în organizarea de muncă civilă și apoi în armată. 
În 1938 a luat parte la ocuparea Austriei și apoi a Cehoslovaciei. A încercat să evite jurământul prescris de Adolf Hitler pe timpul serviciului militar și a cultivat permanent o vie atitudine de opoziției împotriva nazismului.

## Trandafirul Alb
Cum nu găsea alt mod de a se realiza în contextul politicii naziste, s-a izolat în studiile sale despre cultura rusă, în poezie și în sculptură. Numai în urma presiunilor tatălui său a acceptat să studieze medicina.
Pe la finele anului 1940, prezentat de Jürgen Wittenstein, l-a cunoscut pe Hans Scholl, cu care a legat o admirabilă prietenie bazată pe conversații culturale despre teologie, filosofie și literatură. 
Astfel s-a constituit un grup de prieteni cu interese culturale comune și cu aversiunea față de regimul nazist. 
Împreună cu prietenii săi este trimis pe frontul rusesc – pentru serviciul sanitar – unde va redescoperi rădăcinile sale și se va lega și mai mult de acel pământ matern, pe care îl considera încă „al său”. Încă de la începutul activității Trandafirului Alb la München, Schmorell a fost unul din membrii cei mai activi, participând la toate activitățile și inițiativele grupului.

## Arestarea și execuția
După arestarea fraților Hans și Sophie Scholl, Gestapo-ul a răspândit un anunț care cuprindea semnalmentele sale și promisiunea a 1000 de mărci pentru cel care va oferi informații despre el. Schmorell – vânat de naziști – a reușit pentru câtva timp să se ascundă.
Pe 24 februarie 1943, în timpul unui bombardament aerian, a fost recunoscut în refugiul antiaerian unde se adăpostise și a fost denunțat de Alois Pitzinger, pe care îl portretizase cu câtva timp înainte.
Schmorell a fost arestat imediat. A fost judecat împreună cu Willi Graf și cu profesorul Kurt Huber pe 19 aprilie 1943. Cei trei au fost condamnați la moarte. Alexander Schmorell a fost executat prin decapitare cu ghilotina pe 13 iulie 1943 în închisoarea Stadelheim din München.

## Canonizare
Alexander Schmorell a fost canonizat în anul 2012. 